# 純狐曲
純狐曲（じゅんこきょく）は、中国の民話。夏王朝の純狐氏との関係は無い。

## 内容
今は昔、あるところに張景秋という作曲家がいました。ある日張景秋が歩いていた時に、赤い小学生くらいの男の子が黄色い中学生くらいの男の子に剣で襲われているのを見かけました。張景秋は自分の持っている短剣で黄色い子を攻撃して赤い子を守りました。赤い子が笛を吹くと、何処からか赤い服を着た大人が現れて黄色い子を返り討ちにしてしまいます。張景秋は記憶力がありこの世に存在していた曲を殆ど暗記していましたが、赤い子の吹いた曲は聞いたことが無く赤い子に興味が湧いたので、その子の家までついていくことにしました。その子の家は豪邸で、中に入ると男の子の父親に「今、世の中で流行っている曲を教えて欲しい」と頼まれたので、張景秋は百余の曲の楽譜を書きました。夜ご飯を食べている時に、張景秋は昼間男の子が吹いていた曲を思い出し「あの時の曲は何？」と尋ねると「適当に作った曲だよ」と答え楽譜を書き始めました。張景秋はこの曲が「純狐曲」という名前であることを知りました。男の子が楽譜を書き終えると、父親に「また黄色い子に何かしたな」と怒り楽譜は燃やされてしまいました。ご飯の後に男の子と散歩に行き、その途中で男の子が張景秋の作った曲に改良を加えて家に戻りました。張景秋は了解し家に帰りました。
家に着いた張景秋は、純狐曲を楽譜に書いて常に持ち歩いて暗唱していました。二年後、作家は有名になり十王翁という人の食客となりました。十王翁は黄色い男の子の家系でした。張景秋は赤い子（胡家）に有名になれた恩返しをしようと歩いていたら、十王翁が「色々な地域の才能のある作家を集めて大会をするために自分を呼んでいる」ということを知り宿に泊まって曲を書き始めました。次の日の朝、張景秋は純狐曲がなくなっていることに気づき急いで都に向かいました。都の十王翁の家に着きましたが、張景秋は「十王翁が三、四日家を空けていること、『天下一の楽譜』を手に入れたこと」を知ります。鈍感な張景秋は何も思わず「無くした純狐曲の行方を知る方法」を尋ねに二年前の胡家の豪邸に行きました。行く途中で「大会は純狐曲の十王翁が優勝、作家はニ位」事を知り、急いで都に戻り十王翁を探します。十王翁の家に着きましたがドアは閉まっていて、そこからは中庭にいる黄色い子の声が間こえ、「純狐曲の楽譜を盗ったのは王子で、その楽譜を演奏し、赤い大人たちを操って人殺しをさせて罪を胡家に被らせる」という計画を知ります。広場で王子が純狐曲を演奏しだし、赤い大人たちが人を殺し始めます。曲が終わると赤い大人たちは意識が戻り逃げ出してしまいました。胡家に行く途中に、成長した赤い子に「赤い服を着た人たちはみんな狐の妖精であること」、「狐は虎に虐げられる運命だけどそれを認めたくないから純狐曲という狐のパワーを増大させる曲を作ったこと」、「それが逆効果で仲間を窮地に陥れてしまったこと」、そして「張景秋は十王翁に疑われているから気をつけるべき」という話をされ、そこで赤い子は消えてしまいました。その後張景秋が胡家の豪邸に着いたら、そこには狐の住む洞窟があり、中には赤い子とその両親と思われる三匹の狐が雷に撃たれて死んでいました。